# Генеральное консульство Польши в Нью-Йорке
Генеральное консульство Республики Польша в Нью-Йорке (англ. Consulate General of the Republic of Poland in New York City, пол. Konsulat Generalny Rzeczypospolitej Polskiej w Nowym Jorku) — польское дипломатическое представительство, расположенное в Нью-Йорке.
В консульский округ входят Коннектикут, Делавэр, Мэн, Массачусетс, Нью-Гэмпшир, Нью-Джерси, Нью-Йорк, Огайо, Пенсильвания, Род-Айленд, Вермонт.
Должность генерального консула занимает Adrian Kubicki.

## Организационная структура
- Отдел публичной дипломатии и коммуникации
- Отдел виз и паспортов
- Отдел по правовым вопросам и консульской защите
- Административно-финансовый отдел[3].

## История
Дипломатические отношения между США и Польшей были установлены в 1919 году. В том же году было открыто Генеральное консульство в Нью-Йорке. Первым консулом Польши в Нью-Йорке был  Konstanty Buszczyński.

## Здание консульства
С момента образования консульство сменило несколько мест пребывания. С 1973 года Консульство располагается в особняке постройки начала 1900-х годов, в так называемом Доме Джозефа Рафаэля де Ламара. В 1975 году Комиссия по сохранению достопримечательностей Нью-Йорка внесла здание в свой список. Здание также внесено в Национальный реестр исторических мест США (1983 г.).